# Grimme-Preis 2015
Die Pressekonferenz zur Bekanntgabe der Träger des Grimme-Preises 2015 fand am 4. März 2015 in Essen statt, die Verleihungszeremonie am 27. März 2015 im Theater der Stadt Marl.

## Fiktion

### Preisträger
- Altersglühen – Speed Dating für Senioren (WDR/NDR)
  - Jan Georg Schütte (Buch/Regie)
  - Ulf Albert (Schnitt)

- Bornholmer Straße (MDR/ARD Degeto/rbb)
  - Heide Schwochow (Buch)
  - Rainer Schwochow (Buch)
  - Christian Schwochow (Regie)
  - Charly Hübner (Darstellung)
  - Lars Lange (Ausstattung)

- Der Fall Bruckner (BR)
  - Hans-Ullrich Krause (Buch)
  - Cooky Ziesche (Buch)
  - Urs Egger (Regie)
  - Corinna Harfouch (Darstellung)

- Männertreu (HR)
  - Thea Dorn (Buch)
  - Hermine Huntgeburth (Regie)
  - Matthias Brandt (Darstellung)
  - Suzanne von Borsody (Darstellung)
  - Maxim Mehmet (Darstellung)

- Tatort: Im Schmerz geboren (HR)
  - Michael Proehl (Buch)
  - Florian Schwarz (Regie)
  - Liane Jessen (Redaktion)
  - Ulrich Matthes (Darstellung)
  - Ulrich Tukur (Darstellung)

## Information und Kultur

### Preisträger
- Akte D (WDR / MDR / BR)
  - Christoph Weber (Buch/Regie)
  - Winfried Oelsner (Buch/Regie)
  - Florian Opitz (Buch/Regie)
  - Julia Meyer (Buch)
  - Beate Schlanstein (Redaktion)

- Camp 14 – Total Control Zone (WDR / BR / ARTE)
  - Marc Wiese (Buch/Regie)

- Die Kinder von Aleppo (ZDF / ARTE / Channel 4)
  - Marcel Mettelsiefen (Buch/Regie/Kamera)

- Nach Wriezen (rbb)
  - Daniel Abma (Buch/Regie)

- Wir waren Rebellen (ZDF)
  - Katharina von Schroeder (Buch/Regie)
  - Florian Schewe (Regie)

## Unterhaltung/Spezial

### Preisträger
- Die Anstalt (ZDF)
  - Dietrich Krauß
  - Max Uthoff
  - Claus von Wagner

- Mr. Dicks – Das erste wirklich subjektive Gesellschaftsmagazin (EinsFestival/WDR)
  - Thilo Jahn (Buch)
  - Philipp Käßbohrer (Regie)
  - Matthias Murmann (Produktion)
  - Jochen Rausch (stellv. für die Innovationsredaktion des WDR und den Input von 1Live)

## Sonderpreise Kultur des Landes NRW

### Preisträger
- Ab 18! 10 Wochen Sommer (ZDF/3sat)
  - Peter Göltenboth
  - Anna Piltz

## Besondere Ehrung
- Ina Ruck (WDR) und Dietmar Ossenberg (ZDF)[2]

## Publikumspreis der Marler Gruppe

### Preisträger
- Altersglühen – Speed Dating für Senioren (WDR/NDR)